# After the Rain (película de 1999)
After the Rain es una película de drama y romance de 1999, dirigida por Ross Kettle, que a su vez la escribió, musicalizada por Hummie Mann, en la fotografía estuvo Koos Roets y los protagonistas son Ariyon Bakare, Paul Bettany y Peter Krummeck, entre otros. El filme fue realizado por Capella International y KC Medien, se estrenó el 21 de septiembre de 1999.

## Sinopsis
Steph, un afrikáner, batalla con su pasado y legado en la nueva Sudáfrica. En el momento en que su novia comienza una amistad con un sudafricano llamado Vusisizwe, se originan inconvenientes.